# The Invisible Man (cântec Queen)
"The Invisible Man" este un cântec al trupei britanice de muzică rock Queen, scris de toboșarul Roger Taylor, dar creditat cu Queen. Piesa este cântată mai ales de Freddie Mercury, cu contribuții vocale de la Taylor. Lansat inițial pe albumul The Miracle, a fost lansat ca single în 1989. Taylor susține că el a găsit inspirația pentru a crea melodia în timp ce citea o carte (posibil cartea cu același nume)și bassline-ul i-a venit instantaneu în imaginația lui. Acest cântec este singurul din toate melodiile Queen în care toți cei patru membri ai trupei sunt menționați în versuri. Primul fiind Freddie Mercury, urmat de John Deacon. Numele lui Brian May este spus de două ori (înainte de solo-ul de chitara), și în timp ce spune "Roger Taylor", primul "r" este rulat pentru a emula tobele la sfârșitul versului. Numele lui Freddie Mercury este spus de către bateristul Roger Taylor, iar celelalte de către solistul Freddie Mercury.

## Videoclipul
În videoclip, un joc video numit "The Invisible Man" joacă un rol important, pentru că un băiat joacă acest joc în timp ce trupa (îmbrăcată în negru), care sunt "băieții răi" în joc, intră în lumea reală și cântă cântecul în camera lui. În timp ce ei cânt, băiatul încearcă să impuște cu controlerul de joc. Din timp în timp, Mercury apare în diverse locuri din camera copilului, dispărând înainte ca băiatul să-l împuște cu controlerul video. După ce Mercury iese din dulap cu trupa sa, John Deacon își aruncă pălăria de cowboy pe podea. Într-o încercare zadarnică de a se emula, băiatul își scoate șapca de baseball, și intră în joc. Ecranul afișează o imagine a trupei în joc încă odată, cu Deacon fără pălărie, și copilul mergând sub ei.
Videoclipul o prezenta pe Danniella Westbrook (ce atunci avea 15 ani) care s-a alăturat telenovelei EastEnders anul următor.

## Cover-uri
Un cover al piesei a fost realizat de către Scatman John, în care multe dintre versuri și instrumentale sunt înlocuite cu cântat scat. Butch Hartman, creatorul seriei Nickelodeon de desene animate Danny Phantom, a declarat că tema cântecului a fost inspirat de linia de bass al "The Invisible Man".

## Personal
- Freddie Mercury - vocalist
- Brian May - chitaristul
- Roger Taylor - lead și voce de fundal, tobe, clape, chitara ritm
- John Deacon - chitara bas, chitara ritm
- David Richards - sintetizator

## Clasamente
| Graficul (1989)           | Poziția maximă |
| ------------------------- | -------------- |
| Dutch Singles Chart       | 6              |
| German Singles Chart      | 31             |
| Irish Singles Chart       | 10             |
| Italian Singles Chart     | 21             |
| New Zealand Singles Chart | 15             |
| Swiss Singles Chart       | 30             |
| UK Singles Chart          | 12             |